# Bhiwadi
Bhiwadi é uma vila no distrito de Alwar, no estado indiano de Rajastão.

## Demografia
Segundo o censo de 2001, Bhiwadi tinha uma população de 33,830 habitantes. Os indivíduos do sexo masculino constituem 63% da população e os do sexo feminino 37%. Bhiwadi tem uma taxa de literacia de 67%, superior à média nacional de 59.5%; a literacia no sexo masculino é de 76% e no sexo feminino é de 53%. 17% da população está abaixo dos 6 anos de idade.